# Nationella Regnbågsgruppen
Nationella Regnbågsgruppen (oftast förkortas Kasary) är en finsk HBTQ-organisation som är närstående Samlingspartiet. Medlemskap i Kasary förutsätter inte medlemskap i Samlingspartiet, och ger inte heller medlemskap i partiet. Organisationen grundades 2011.
Kasary är en medlemsorganisation i Seta.
Under verksamhetsåret 2022 är Kasarys ordförande Jenni Tikka och sekreterare är Max Laihonen.